# Лиднер, Бенгт
Бенгт Лиднер (швед. Bengt Lidner; 16 марта 1757[…], приход Кафедрального собора Гётеборга — 4 января 1793[…], Адольф-Фредрик, Стокгольм) — шведский поэт. Служил матросом, позже был секретарём посольства в Париже. Вёл беспорядочную жизнь, умер в одиночестве. Из его страстных поэтических произведений особенно известны «Grefninnan Spastaras Död», «Год 1783» (швед. Aret 1783) и опера «Медея» (швед. Medea).